# Весілля (фільм, 1978)
«Весілля» (англ. A Wedding) — фільм 1978 року, знятий Робертом Олтменом в жанрі чорної комедії.
Фільм висміює як сам «священний інститут сім'ї та шлюбу», так і бездуховність, лицемірство та святенництво багатих сімей та суспільства взагалі.
Фільм розповідає про один день із життя двох молодих людей — їхнє пишне весілля. Сім'я жителів півдня середнього достатку намагається порозумітися з багатою сім'єю, пов'язаною з організованою злочинністю.

## В ролях
- Дезі Арназ мол. — Діно Слоан Кореллі
- Керол Бернетт — Катрін Бреннер
- Джеральдіна Чаплін — Ріта Біллінгслей
- Вітторіо Ґассман — Луїджі Кореллі
- Ліліан Ґіш — Нетті Слоан
- Лорен Гаттон — Флоренція Фармер
- Ховард Дафф — доктор Жуль Мічем
- Міа Ферроу — Елізабет Баффі Бреннер
- Денніс Франц — Кунс
- Пол Дулі — Ліам «Снукс» Бреннер
- Пеггі Енн Гарнер — Кендіс Ратледж
- Нина Ван Палландт — Регіна Слоан Кореллі
- Джіджі Проєтті — Діно Кореллі

## Знімальна група
- Режисер — Роберт Альтман
- Сценарій — Роберт Альтман, Джон Консідайн, Аллан Ф. Ніколлс, Патриція Рєзнік
- Продюсери — Роберт Альтман, Скотт Бушнелл, Роберт Еггенвейлер
- Композитор — Чарльз Рошер мл.

## Визнання
Фільм був прихильно прийнятий професіоналами та публікою.
- 1978 — Керол Бернетт отримала премію як найкраща актриса на кінофестивалі в Сан-Себастьяні за виконання у фільмі ролі матері нареченої, Кетрін Бреннер.
- 1979 — Роберт Олтмен номінований з отримання премії BAFTA в номінації «за кращу режисерську роботу», а також у номінації «найкращий сценарій» разом з командою сценаристів.
- Того ж року фільм номінувався на здобутті кінопремії Cesar як «найкращий іноземний фільм».
- У тому ж році актриса Керол Бернетт була номінована на здобуття премії «Золотий Глобус».